# Championnat de Belgique de football 1951-1952
Navigation
Saison précédente Saison suivante
Le championnat de Belgique de football 1951-1952 est la 49e saison du championnat de première division belge. Son nom officiel est « Division d'Honneur ». C'est la dernière saison pendant laquelle cette appellation est appliquée. En raison d'une grande réforme des séries nationales décidée par la fédération belge, la plus haute division devient la Division 1 à partir de la saison suivante.
Le R. FC Liégeois met fin à l'hégémonie anderlechtoise. Triples champions en titre, les « Mauves » ne terminent que sixièmes. Remportant son quatrième titre de champion, cinquante-trois ans après le précédént, le « Great Old wallon » émerge devant le RC Malines et l'Antwerp.
Alors que le matricule 4 fait la course en tête, son rival local du Standard est empêtré en fond de tableau tout comme le Sporting de Charleroi. Finalement, ces deux clubs wallons s'en tirent au détriment d'une troisième. Trop faible, l'US Tournaisienne, nouvellement promue, ne peut éviter la dernière place. Le matricule 26 accompagne le Racing CB vers l'étage inférieur, qui change d'appellation et devient la « Division 2 » en vue de la saison suivante.

## Clubs participants
Seize clubs prennent part à ce championnat, soit le même nombre que lors de l'édition précédente. Ceux dont le matricule est mis en gras existent toujours aujourd'hui.
| #  | Nom                                            | Mat. | Ville                 | Stades                       | Entraîneur                    | En D1 depuis (série) | Total en D1 | Saison précédente |
| -- | ---------------------------------------------- | ---- | --------------------- | ---------------------------- | ----------------------------- | -------------------- | ----------- | ----------------- |
| 1  | Royal Sporting Club Anderlechtois              | 35   | Anderlecht            | Stade Émile Versé            | Bill Gormlie                  | 1935-1936 (14e)      | 21e         | 1er               |
| 2  | Royal Antwerp Football Club                    | 1    | Anvers                | Bosuilstadion                | Jean De Clercq Richard Gedopt | 1901-1902 (43e)      | 48e         | 6e                |
| 3  | Royal Beerschot Athletic Club                  | 13   | Anvers                | Kiel                         | Émile Stijnen                 | 1907-1908 (37e)      | 43e         | 5e                |
| 4  | Royal Berchem Sport                            | 28   | Berchem               | Het Rooi                     | ?                             | 1943-1944 (8e)       | 21e         | 2e                |
| 5  | Royal Racing Club de Bruxelles                 | 6    | Watermael-Boitsfort   | Stade des Trois Tilleuls     | Arthur Ceuleers               | 1945-1946 (7e)       | 39e         | 12e               |
| 6  | Royal Daring Club de Bruxelles                 | 2    | Molenbeek             | Stade Edmond Machtens        | ?                             | 1950-1951 (2e)       | 33e         | 14e               |
| 7  | Royal Olympic Club Charleroi                   | 246  | Montignies-sur-Sambre | Stade de la Neuville         | Jean Cornili                  | 1937-1938 (12e)      | 12e         | 9e                |
| 8  | Royal Charleroi Sporting Club                  | 22   | Charleroi             | Stade du Mambourg            | ?                             | 1947-1948 (5e)       | 5e          | 11e               |
| 9  | Association Royale Athlétique La Gantoise      | 7    | Gentbrugge            | Stade Jules Otten            | Adam Mutch                    | 1936-1937 (13e)      | 24e         | 7e                |
| 10 | Royal Football Club Liégeois                   | 4    | Rocourt               | Stade Vélodrome Oscar Flesch | Jean Loos                     | 1945-1946 (7e)       | 23e         | 4e                |
| 11 | Royal Standard Club Liège                      | 16   | Sclessin              | Stade de Sclessin            | Maurice Grisard               | 1921-1922 (28e)      | 33e         | 8e                |
| 12 | Royal Football Club Malinois                   | 25   | Malines               | Achter de Kazerne            | ?                             | 1928-1929 (21e)      | 24e         | 10e               |
| 13 | Racing Club Mechelen Koninklijke Maastschappij | 24   | Malines               | Oscar Van Kesbeeckstadion    | Jan Dogaer                    | 1948-1949 (4e)       | 23e         | 3e                |
| 14 | Union Saint-Gilloise Société Royale            | 10   | Forest                | Stade Joseph Marien          | André Vandeweyer              | 1951-1952 (1re)      | 41e         | Division 1A : 1er |
| 15 | Royal Tilleur Football Club                    | 21   | Tilleur               | Stade du Pont d'Ougrée       | ?                             | 1948-1949 (4e)       | 11e         | 13e               |
| 16 | Royale Union Sportive Tournaisienne            | 26   | Tournai               | Stade Gaston Horlait         | Marcel Desrousseaux           | 1951-1952 (1re)      | 1re         | Division 1B : 1er |

### Localisation des clubs
| Anvers FC Malinois RC Mechelen La Gantoise Bruxelles Olympic CC Charleroi SC US Tournaisienne La Gantoise Liège |

#### Localisation des clubs anversois
Les 3 cercles anversois sont :
(1) R. Antwerp FC
(2) R. Beerschot AC
 (3) R. Berchem Sport

#### Localisation des clubs bruxellois
Les 4 cercles bruxellois sont :
(4) R. Daring CB
(6) R. SC Anderlecht
(7) Union Saint-Gilloise SR
(11) R. Racing CB

#### Localisation des clubs liégeois
Les 3 cercles liégeois sont :
(1) R. FC Légeois
(6) R. Tilleur FC
(8) R. Standard CL

## Déroulement de la saison

### Mauvais départ pour Anderlecht, départ catastrophique pour le Standard
Triple champion en titre, le Sporting Anderlechtois est le favori logique pour décrocher à nouveau les lauriers en fin de saison. Mais le club bruxellois réalise un départ moyen dans la compétition et perd toute chance de réaliser le quadruplé, exploit réussi uniquement par le Racing CB et l'Union Saint-Gilloise avant la Première Guerre mondiale. En fin de saison, les « Mauves » terminent seulement à la sixième place, leur plus mauvais classement depuis la fin de la Seconde Guerre mondiale.
Le futur grand rival des Bruxellois, le Standard, commence la saison de façon catastrophique et ne remporte son premier match que lors de la dixième journée de championnat, après deux nuls et sept défaites. À la mi-championnat, le club liégeois ne compte que six points et fait figure de relégable potentiel. Le 23 décembre 1951, une sévère défaite cinq buts à zéro sur le terrain du Sporting de Charleroi, alors dernier juste derrière les « Rouches », donne la lanterne rouge aux liégeois. Une défaite qui reste encore aujourd'hui dans les mémoires des plus anciens supporters des deux camps. Heureusement pour le club, l'équipe se reprend dans le dernier tiers de la compétition et parvient à assurer son maintien de justesse, tout comme les carolos.

### Liège, 53 ans après
Anderlecht écarté de la lutte pour le titre, quatre anciens champions se retrouvent dans la course aux lauriers : le FC Liégeois, l'Antwerp, l'Union Saint-Gilloise et le FC Malinois, accompagnés du Racing de Malines en quête d'un premier trophée. Grâce à leur régularité à domicile, les joueurs liégeois creusent l'écart petit à petit en cours de championnat. Le vieux club wallon, premier champion de Belgique, remporte finalement un nouveau titre, son quatrième, à quelques journées de la fin de la compétition. L'exploit est suivi par environ 50 000 spectateurs au Stade Vélodrome Oscar Flesch, peu d'entre eux ayant vécu le dernier titre du club, 53 ans auparavant.

### Tournai trop faible pour se maintenir, le Racing échoue de peu
Fraîchement promue pour la première fois de son Histoire en Division d'Honneur, l'US Tournaisienne éprouve des difficultés à s'adapter au haut niveau. En début de saison le club profite des errements d'autres clubs, le Standard et le Sporting de Charleroi notamment, pour se maintenir en dehors de la zone dangereuse. Mais lorsque ces derniers s'améliorent et engrangent des points importants, Tournai s'effondre et enchaine les défaites, parfois sur des scores fleuves : 8-0 à l'Antwerp, 9-0 à Anderlecht et même 10-0 au Beerschot. Au total, le club encaisse 101 buts en 30 matches, beaucoup trop pour espérer prolonger son séjour en première division. Le club termine dernier avec douze unités au compteur.
L'autre place de relégable donne lieu à une intense bataille à trois qui durera jusqu'à la dernière journée. Le Standard et Charleroi sont à la lutte avec le Racing de Bruxelles pour éviter la relégation. Très mal partis, les deux clubs wallons redressent la barre après l'hiver et abordent la dernière journée avec un léger avantage sur les bruxellois. Le championnat se conclut justement par le derby wallon entre les deux équipes. Le duel est engagé et se conclut sur un partage 3-3, qui permet aux deux équipes de se maintenir parmi l'élite au détriment du Racing, qui échoue à un point des Carolos.

## Résultats

### Résultats des rencontres
Avec seize clubs engagés, 240 matches sont au programme de la saison.
| Résultats (▼dom., ►ext.)                                   | AND | ANT | BEE | BSP | RCB | CHA | DAR | GAN | FCL | FCM | OLY | RCM | STA | USG | TIL | TOU  |
| R. SC Anderlechtois                                        |     | 3-3 | 4-2 | 1-2 | 6-1 | 0-1 | 3-1 | 2-0 | 4-1 | 3-1 | 1-1 | 3-1 | 1-1 | 0-1 | 2-3 | 9-0  |
| R. Antwerp FC                                              | 0-2 |     | 1-1 | 2-1 | 2-1 | 2-0 | 2-1 | 2-1 | 4-1 | 1-1 | 4-3 | 3-0 | 3-0 | 2-1 | 3-0 | 8-0  |
| R. Beerschot AC                                            | 1-3 | 2-5 |     | 1-2 | 2-0 | 1-0 | 2-5 | 5-1 | 0-2 | 1-1 | 7-0 | 2-2 | 0-2 | 5-3 | 0-1 | 10-0 |
| R. Berchem Sport                                           | 1-0 | 0-2 | 5-1 |     | 0-1 | 1-3 | 2-0 | 1-5 | 0-2 | 8-2 | 0-9 | 4-4 | 3-5 | 2-3 | 1-1 | 4-1  |
| R. Racing CB                                               | 0-3 | 2-0 | 2-1 | 2-2 |     | 1-4 | 1-5 | 0-1 | 0-1 | 0-0 | 3-3 | 2-2 | 1-3 | 3-4 | 2-1 | 1-3  |
| R. Charleroi SC                                            | 2-1 | 0-0 | 2-2 | 1-2 | 3-1 |     | 1-2 | 1-2 | 1-3 | 6-3 | 1-3 | 2-2 | 5-0 | 0-6 | 1-1 | 2-2  |
| R. Daring CB                                               | 1-1 | 0-6 | 3-2 | 0-0 | 1-1 | 0-0 |     | 5-2 | 1-2 | 1-3 | 0-0 | 0-1 | 0-1 | 2-2 | 1-1 | 4-0  |
| ARA La Gantoise                                            | 2-1 | 4-1 | 0-5 | 2-2 | 3-2 | 4-0 | 2-0 |     | 1-4 | 0-2 | 4-0 | 2-2 | 1-0 | 0-2 | 0-0 | 3-1  |
| R. FC Liégeois                                             | 4-1 | 7-1 | 1-1 | 2-3 | 2-0 | 3-0 | 3-1 | 4-3 |     | 2-3 | 0-0 | 2-0 | 2-2 | 4-0 | 2-1 | 4-0  |
| R. FC Malinois                                             | 3-0 | 1-2 | 2-1 | 2-2 | 3-1 | 6-0 | 2-0 | 4-2 | 3-5 |     | 2-1 | 1-1 | 3-2 | 0-2 | 4-2 | 3-0  |
| R. Olympic CC                                              | 3-3 | 1-0 | 0-3 | 1-0 | 0-1 | 2-1 | 5-3 | 1-1 | 0-2 | 1-0 |     | 2-0 | 1-1 | 1-1 | 1-2 | 1-1  |
| RC Mechelen KM                                             | 4-1 | 2-0 | 3-0 | 2-1 | 2-2 | 5-0 | 0-2 | 4-0 | 4-0 | 5-3 | 3-0 |     | 1-1 | 4-2 | 4-1 | 5-0  |
| R. Standard CL                                             | 2-3 | 1-3 | 1-1 | 1-3 | 1-2 | 3-3 | 3-0 | 2-2 | 0-3 | 2-3 | 1-2 | 0-5 |     | 1-2 | 3-1 | 6-0  |
| Union St-Gilloise SR                                       | 2-0 | 3-0 | 0-3 | 2-1 | 2-1 | 2-2 | 1-1 | 1-4 | 1-1 | 2-1 | 1-1 | 3-1 | 1-1 |     | 4-0 | 3-1  |
| R. Tilleur FC                                              | 2-4 | 1-0 | 3-1 | 1-0 | 1-1 | 3-1 | 1-2 | 1-2 | 5-1 | 1-1 | 2-2 | 1-2 | 0-0 | 3-1 |     | 0-0  |
| R. US Tournaisienne                                        | 1-6 | 3-4 | 0-4 | 2-4 | 0-1 | 2-0 | 0-2 | 2-2 | 0-1 | 0-0 | 0-2 | 1-6 | 2-1 | 3-3 | 0-2 |      |
| - Victoire à domicile - Match nul - Victoire à l'extérieur |     |     |     |     |     |     |     |     |     |     |     |     |     |     |     |      |

### Classement final
| Rang | Équipe                | Pts | J  | G  | N  | P  | Bp | Bc  | Diff |
| ---- | --------------------- | --- | -- | -- | -- | -- | -- | --- | ---- |
| 1    | R. FC LIÉGEOIS        | 44  | 30 | 20 | 4  | 6  | 71 | 40  | +31  |
| 2    | RC Mechelen KM        | 40  | 30 | 16 | 8  | 6  | 77 | 41  | +36  |
| 3    | R. Antwerp FC         | 40  | 30 | 18 | 4  | 8  | 66 | 43  | +23  |
| 4    | Union St-Gilloise SR  | 38  | 30 | 15 | 8  | 7  | 61 | 48  | +13  |
| 5    | R. FC Malinois        | 35  | 30 | 14 | 7  | 9  | 63 | 54  | +9   |
| 6    | R. SC Anderlechtois T | 33  | 30 | 14 | 5  | 11 | 71 | 47  | +24  |
| 7    | ARA La Gantoise       | 32  | 30 | 13 | 6  | 11 | 56 | 57  | -1   |
| 8    | R. Olympic CC         | 31  | 30 | 10 | 11 | 9  | 47 | 48  | -1   |
| 9    | R. Tilleur FC         | 29  | 30 | 10 | 9  | 11 | 42 | 46  | -4   |
| 10   | R. Berchem Sport      | 28  | 30 | 11 | 6  | 13 | 57 | 61  | -4   |
| 11   | R. Daring CB          | 26  | 30 | 9  | 8  | 13 | 44 | 50  | -6   |
| 12   | R. Beerschot AC       | 26  | 30 | 10 | 6  | 14 | 67 | 54  | +13  |
| 13   | R. Standard CL        | 23  | 30 | 7  | 9  | 14 | 47 | 57  | -10  |
| 14   | R. Charleroi SC       | 22  | 30 | 7  | 8  | 15 | 43 | 65  | -22  |
| 15   | R. Racing CB          | 21  | 30 | 7  | 7  | 16 | 36 | 61  | -25  |
| 16   | R. US Tournaisienne   | 12  | 30 | 3  | 6  | 21 | 25 | 101 | -76  |

Légende
- Champion de Belgique 1952
- Club relégué pour la saison suivante

Abréviations
T : Tenant du titre 1951

 : club promu de Division 1 depuis la saison précédente

### Meilleur buteur
Jozef Mannaerts (RC Mechelen KM), est sacré meilleur buteur avec 23 goals. Il est le 33e joueur belge différent à être sacré meilleur buteur de la plus haute division belge. Longtemps, les archives officielles mentionnaient Rik Coppens comme meilleur buteur cette saison mais un travail de vérification effectué dans les années 2010 corrige cette erreur et amène l'Union Belge à décerner le titre de meilleur buteur à son lauréat officiel.

#### Classement des buteurs
Le tableau ci-dessous reprend les 28 meilleurs buteurs du championnat, soit les joueurs ayant inscrit dix buts ou plus durant la saison.
| #   | Pays | Joueur                    | Club                    | Buts | Matches joués |
| --- | ---- | ------------------------- | ----------------------- | ---- | ------------- |
| 1.  |      | Jozef Mannaerts           | RC Mechelen KM          | 23   | 30            |
| 2.  |      | Rik Coppens               | R. Beerschot AC         | 22   | 26            |
| 3.  |      | Louis Verbruggen          | R. Antwerp FC           | 18   | 30            |
| 4.  |      | Jef Mermans               | R. SC Anderlechtois     | 17   | 26            |
| =.  |      | Marcel Weemaes            | R. FC Malinois          | 17   | 28            |
| =.  |      | Paul Deschamps            | R. FC Liégeois          | 17   | 29            |
| 7.  |      | Émile Binet               | R. Tilleur FC           | 16   | 24            |
| =.  |      | José Moës                 | R. FC Liégeois          | 16   | 26            |
| 9.  |      | Frans Laureys             | Union Saint-Gilloise SR | 15   | 23            |
| =.  |      | Albert Dehert             | R. Berchem Sport        | 15   | 25            |
| =.  |      | Frédéric Chaves d'Aguilar | ARA La Gantoise         | 15   | 26            |
| 12. |      | Frans Vergauwen           | R. Beerschot AC         | 14   | 25            |
| 13. |      | Gustaaf Van Den Bergh     | R.Daring CB             | 13   | 23            |
| =.  |      | Henri Govard              | Union Saint-Gilloise SR | 13   | 23            |
| =.  |      | Constant De Backker       | R. Antwerp FC           | 13   | 30            |
| =.  |      | Jozef Put                 | RC Mechelen KM          | 13   | 30            |
| 17. |      | Albert De Cleyn           | R. FC Malinois          | 12   | 26            |
| =.  |      | Norbert Van Huffel        | ARA La Gantoise         | 12   | 27            |
| =.  |      | Jean Van Loy              | Union Saint-Gilloise SR | 12   | 30            |
| =.  |      | Frans Reyniers            | RC Mechelen KM          | 12   | 30            |
| 21. |      | René Thirifays            | R. Charleroi SC         | 11   | 20            |
| =.  |      | Victor Lemberechts        | R. FC Malinois          | 11   | 24            |
| =.  |      | Jean Van Steen            | R. SC Anderlechtois     | 11   | 26            |
| 24. |      | Joseph Borremans          | R. SC Anderlechtois     | 10   | 10            |
| =.  |      | Alfonso Mion              | R. Charleroi SC         | 10   | 25            |
| =.  |      | Maurice Brackman          | R. FC Liégeois          | 10   | 26            |
| =.  |      | Jean Mathonet             | R. Standard CL          | 10   | 29            |
| =.  |      | Cyrille Massart           | R. FC Liégeois          | 10   | 30            |

## Récapitulatif de la saison
- Champion : R. FC Liégeois (4e titre)
- Sixième équipe à remporter quatre titres de champion de Belgique
- Quatrième titre pour la province de Liège.

| Région flamande (6)             | Région flamande (6) | Province de Brabant (4)      | Province de Brabant (4) | Région wallonne (6)    | Région wallonne (6) |
| ------------------------------- | ------------------- | ---------------------------- | ----------------------- | ---------------------- | ------------------- |
| Province d'Anvers               | 5                   | Région de Bruxelles-Capitale | 4                       | Province de Hainaut    | 3                   |
| Province de Flandre-Occidentale | 0                   | Province du Brabant flamand  | 0                       | Province de Liège      | 3                   |
| Province de Flandre-Orientale   | 1                   | Province du Brabant wallon   | 0                       | Province de Luxembourg | 0                   |
| Province de Limbourg            | 0                   |                              |                         | Province de Namur      | 0                   |

1. ↑  Au niveau footballistique, la province de Brabant est toujours unitaire malgré sa partition territoriale en 1995.

### Admission et relégation
En fin de saison, le Racing CB et l'US Tournaisienne sont relégués en Division 2. Ils sont remplacés par le Racing Club de Gand, de retour au plus haut niveau après quatorze saisons d'absence, et Beringen qui revient douze mois après sa relégation.

### Changement d'appellation
En fin de saison, le Royal Football Club Malinois change son appellation et devient le Koninklijke Football Club Malinois.

### Débuts en Division d'Honneur
Un club fait ses débuts dans la plus haute division belge. Il est le 46e club différent à y apparaître.
- La Royale Union Sportive Tournaisienne est le 3e club de la Province de Hainaut à évoluer dans la plus haute division belge.

### Grande réforme des compétitions
À la fin de cette saison, l'URBSFA applique une grande réforme à ses compétitions pour équipes premières. On assiste à la création du quatrième niveau national, 26 ans après l'établissement du troisième.
Pour la plus haute division, cette réforme n'implique qu'un seul changenent, celui de sa dénomination. La « Division d'Honneur » devient la « Division 1 ». Le deuxième niveau, appelé « Division 1 » depuis 1926, devient la « Division 2 » alors que le troisième, appelé jusqu'alors « Promotion », prend l'appellation de « Division 3 ». La quatrième division nouvellement formée hérite du nom de « Promotion ».
Des changements et adaptations ont lieu dans les niveaux inférieurs. La deuxième division est réduite à une seule série au lieu de deux, alors que la désormais Division 3 n'en compte plus que deux au lieu de quatre. La nouvelle Promotion est divisée en quatre séries.
Le niveau hiérarchique directement inférieur aux séries nationales reçoit la dénomination de première provinciale (ou P1). Il y neuf séries, soit une par Province. En dessous de cette « P1 » on retrouve deux ou trois niveaux hiérarchiques, pour un maximum de quatre divisions provinciales.

### Bilan de la saison
| Championnat de Belgique de football 1951-1952 |                           |
| Champion                                      | R. FC Liégeois (4e titre) |
| Dauphin                                       | RC Mechelen KM            |
| Promotions et relégations                     |                           |
| Promus en Division d'Honneur                  | R. RC de Gand             |
| Promus en Division d'Honneur                  | K. Beringen FC            |
| Relégués en Division 1                        | R. Racing CB              |
| Relégués en Division 1                        | R. US Tournaisienne       |